# Bisdom Chalatenango
Het bisdom Chalatenango (Latijn: Dioecesis Chalatenangensis) is een rooms-katholiek bisdom met als zetel Chalatenango, in El Salvador. Het bisdom is suffragaan aan het aartsbisdom San Salvador. 

## Geschiedenis
Het bisdom werd opgericht op 30 december 1987, uit delen van het aartsbisdom San Salvador. 

## Parochies
Het bisdom had in 2021 een oppervlakte van 2.017 km2 en telde 282.000 inwoners waarvan 89,6% rooms-katholiek was.

## Bisschoppen
- Eduardo Alas Alfaro (30 december 1987 - 21 april 2007)
- Luis Morao Andreazza (21 april 2007 - 14 juli 2016)
- Oswaldo Estéfano Escobar Aguilar (14 juli 2016 - heden)